# المصرية (مجلة)
مجلة المصرية L'Égyptienne هي مجلة نسائية شهرية كانت تصدر باللغة الفرنسية في مصر منذ عام 1925 حتى عام 1940. تعتبر تلك المجلة واحدة من أوائل المجلات النسائية والدوريات النسوية في البلاد.

## تاريخ المجلة
تأسست المجلة المصرية L'Égyptienne على يد هدى شعراوي في فبراير 1925، وشغل منصب رئيس تحرير المجلة سيزا نبراوي. تولى الاتحاد النسوي المصري، الذي تأسس في القاهرة على يد هدى شعراوي في مارس 1923 مسؤولية نشر المجلة. كانت مجلة المصرية L'Égyptienne واحدة من اثنتين من المجلات التي نشرها الاتحاد.
كان شعار مجلة المصرية L'Egyptienne «امرأة تخلع الحجاب». قامت المجلة بتغطية الموضوعات المتعلقة بالمرأة بنظرة نسوية وقومية، كما وُزعت أيضًا في الخارج.
كانت المجلة تصدر بشكل شهري واستهدفت الطبقة العليا المصرية من اللواتي تلقين تعليمهن في المدارس الفرنسية أو في فرنسا. كما تناولت المجلة الأوساط النسوية الدولية، وكانت الداعية المصرية درية شفيق من بين المساهمين في المجلة.
توقفت المجلة عن النشر في عام 1940 عندما بدأت الحرب العالمية الثانية.